# Испанская и Португальская митрополия
Испанская и Португальская митрополия (греч. Ιερά Μητρόπολις Ισπανίας και Πορτογαλίας, исп. Santa Metrópolis de España y Portugal) — епархия Константинопольского патриархата с центром в Мадриде, охватывающая регион Испании и Португалии.

## История
В 1949 году был официально образован греческий приход. Из-за отсутствия храма службы совершались на частной квартире. Приход состоял из греков и славян. Общая численность греков в Испании и Португалии всегда оставалась невысокой из-за отсутствия греческой эмиграции в эти страны. С 1920-х годов Испания и Португалия входили в юрисдикцию Фиатирской и Великобританской архиепископии, а затем — Галльской митрополии. В 1970 году был куплен участок в Мадриде, и в 1970—1973 годы сооружён Андреевский собор. Большую роль в его возведении сыграл протоиерей Димитрий Циампарлис, возглавлявший с 1967 года греческую общину испанской столицы. В 1991 году православная община получила официальный статус Греческой Православной Церкви Испании и под этим названием примкнула к конвенции, заключённой в 1992 году Протестантской Федерацией Испании с Испанским государством.
20 января 2003 года на территории Испании и Португалии была создана отдельная Испанская и Португальская митрополия. По словам её первого главы митрополита Епифания (Периаласа), создание митрополии, воплотило в себе «мудрое решение нашей Константинопольской Патриархии» и было действительно необходимо: на повестку дня упорно «просился» вопрос о пастырском окормлении растущей православной эмиграции, главным образом из Румынии и Украины. Кроме того, требовалось хотя бы отчасти облегчить работу управляющего Галльской митрополией в Франции, для которого регулярные визиты в Испанию были весьма затруднительны. Кроме того, с учетом «растущего потока украинских униатов, надо было продемонстрировать реальное присутствие Православия на Пиренейском полуострове». По словам клирика Русской православной церкви протоиерея Андрея Кордочкина: «Когда в Испании епархия была учреждена Константинопольским Патриархатом, было понятно, что греков в Испании так мало, что создается структура „на вырост“ за счет украинцев — вначале священников „Киевского патриархата“, а затем — за счёт кого попало».
Как отмечал Сергей Мудров в 2008 году, «румыны предпочитают объединяться в православные общины под омофором Румынского патриарха, русские более тяготеют к Московскому Патриархату, сербы — к Сербскому. Таким образом, Пиренейская митрополия становится, скорее, украинской, чем греческой. Греков в Испании очень мало, во многих регионах страны их практически нет».

## Современное положение
Митрополия была официально признана государством Испании. Совершаемые таинства: крещения, венчания, отпевания — официально регистрируются.
На 2019 год митрополия насчитывала 49 приходов в Испании и 20 приходов в Португалии, причём значительная часть их прихожан была этническими украинцами. В Испании совершали служение 28 клириков (из которых 14 — украинцы, 8 — испанцы), а в Португалии и Галисии — 16 (13 из которых были украинцами, а 3 — португальцами и испанцами).

## Митрополиты
- Епифаний (Периалас) (4 мая 2003 — 30 апреля 2007)
- Поликарп (Ставропулос) (6 мая 2007 — 14 января 2021)
- Виссарион (Комзиас) (с 25 января 2021)

### Викарии
- Иларион (Рудник), епископ Телмисский (29 января 2005 — 21 октября 2008)